# Militärregiongrupp
Militärregiongrupp (MR-grupp) eller Utbildningsgrupp/Hemvärnsgrupp (Tidigare kallad försvarsområdesgrupp/gränsjägargrupp och militärdistriktsgrupp) är en militär organisation tillhörande ett utbildningsförband inom Försvarsmakten. En militärregiongrupp innehåller och utbildar en till fyra hemvärnsbataljoner (beroende på gruppens totala storlek), vilka i regel även är traditionsbärare för ett tidigare avvecklat regemente, till exempel Värmlands hemvärnsbataljon som är traditionsbevare för Värmlands regemente.

## Historik
Inför försvarsbeslutet 2000 var det fastställt att militärområdena och försvarsområdena skulle ersättas av militärdistrikt. De nya militärdistrikten motsvarade geografiskt sett de gamla militärområdena. Den stora skillnaden var att militärdistrikten var den lägsta nivån där chefen var territoriellt ansvarig. Inom militärdistrikten organiserades militärdistriktsgrupper, i regel en för varje län. Inför beslutet hade olika utredningar föreslagit namn och organisation för militärdistriktsgrupperna. De centrala museala organisationerna förordade att militärdistriktsgrupperna skulle benämnas regemente. Det vill säga att gruppen skulle överta, som exempel, namnet Värmlands regemente. Det med hänvisning till att ett regemente inte enbart vart ett krigsförband, utan snarare en yttäckande organisation som historiskt var knuten till våra landskap. Regeringen förordade dock inte regementsbegreppet, då man ansåg att det inte gick att tillämpa med de internationella nedrustningsavtal som Sverige ratificerat. Det med hänvisning till att regeringen ansåg att det skulle väcka förvåning, om främmande makt kom och inspekterade ett militärdistrikt, som består av tio regementen, men bara finner ett hundratal officerare, ett antal tusen hemvärnsmän och praktiskt taget ingen kvalificerad stridsutrustning. Därmed kom militärdistriktsgrupperna benämnas som grupper, som exempel Värmlandsgruppen, vilket då samtidigt anspelade och gav en god koppling till regementets historiska rekryteringsområde.

### Försvarsbeslutet 1996
Försvarsbeslutet 1996 medförde att försvarsområdena reducerades till antalet. Den den 1 januari 1998 bildades i dess ställ tio försvarsområdesgrupper samt två gränsjägargrupper, detta för att stödja den frivilliga försvarsverksamheten inom de före detta försvarsområdena. De grupper som bildades var: Bohusdalgruppen, Gävleborgsgruppen, Jämtlandsgruppen, Kalmargruppen, Kronobergsgruppen,  Livgrenadjärgruppen, Skaraborgsgruppen, Södra skånska gruppen, Västmanlandsgruppen, Älvsborgsgruppen, Lapplandsjägargruppen och Norrbottens gränsjägargrupp

### Försvarsbeslutet 2000
Försvarsbeslutet 2000 med att de befintliga försvarsområdes- och gränsjägargrupperna omorganiserades samt att det tillkom ett antal nya grupper så det totalt upprättades 29 militärdistriktsgrupper den 1 juli 2000 inom Försvarsmakten. Grupperna kom att underställas fyra regionala militärdistrikt (Norra, Mellersta, Södra samt Gotlands militärdistrikt). Militärdistriktsgrupperna tog i princip över den gamla försvarsområdesindelningen, som i stort sett följde länsindelningen.

### Försvarsbeslutet 2004
Försvarsbeslutet 2004 medförde att Gotlands militärdistrikt skulle avvecklas senast den 31 december 2004 och att Försvarsmakten skulle vidare utreda om de tre kvarvarande militärdistrikten skulle finnas kvar i organisationen eller inte. Den 16 november 2005 beslutade riksdagen att de skulle avvecklas senast den 31 december 2005. I försvarsbeslutet beslutades det även att reducera antalet grupper till 22 vilket gjorde att ett antal grupper slogs samman och från och med den 1 juli 2005 bildade en ny grupp (se till exempel Örebro-Värmlandsgruppen). 
De kvarvarande grupperna kom från och med den 1 januari 2006 att organiseras under 13 utbildningsförband/centra/flottiljer (Se tex. Norrbottens regemente). Från 2006 fick även grupperna den nu gällande benämningen Utbildningsgrupp eller i mer dagligt tal Hemvärnsgrupp.

### Försvarsbeslutet 2020
Försvarsbeslutet 2020 medförde att Försvarsmaktens inriktning kom från den 1 januari 2020  att underställa utbildningsgrupperna militärregionerna. Det samtidigt som militärregionerna blir självständiga och blir underordnade rikshemvärnschefen. Rikshemvärnschefen kommer därmed bli överordnad militärregionstaberna som har ansvar för militära operationer inom respektive region, vilket innebär att Hemvärnet får samma ledning i krig som i fred.